# Lítov – Boden
Výsypka Lítov – Boden, rovněž uváděná jako Lítovská výsypka se rozkládá mezi obcemi Chlum Svaté Maří, Habartov, Lítov, Bukovany a Kaceřov v okrese Sokolov. Těleso výsypky je tvořeno materiály ze skrývkových řezů povrchových hnědouhelných lomů Medard, Libík a Boden. Sypání skrývkových hmot bylo ukončeno v roce 1997. Maximální nadmořská výška výsypky je 567 m. Rozloha přesahuje 720 ha.
Výsypka patří zároveň k exkurzním lokalitám Geoparku Egeria, součásti Česko-bavorského geoparku.

## Vznik výsypky

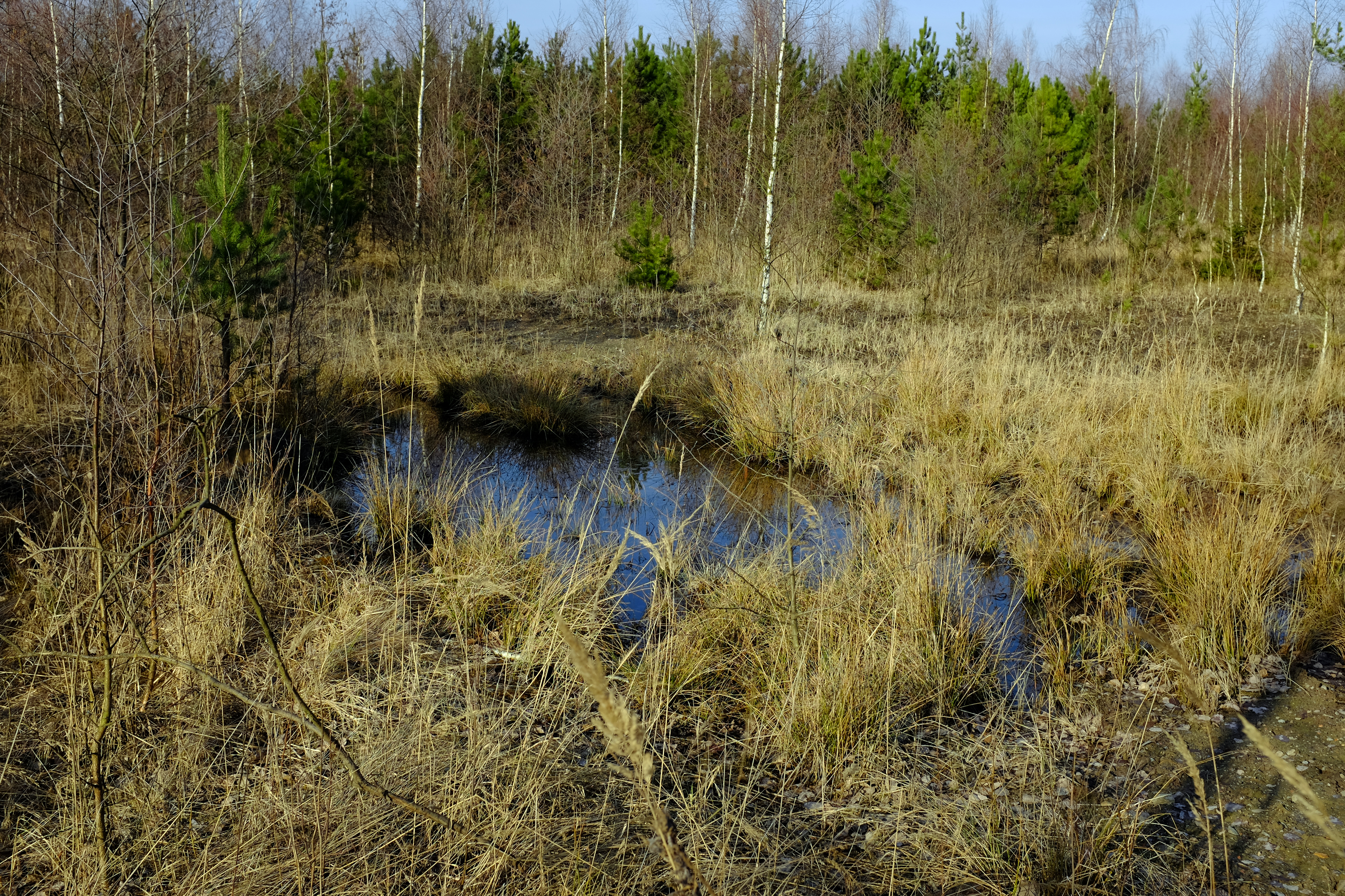
Vrcholová partie výsypky

Ložiska hnědého uhlí v Sokolovské pánvi byla těžená nejprve v hlubinných dolech a malolomech, od poloviny 20. století se přešlo převážně na koncepci velkolomového dobývání. Těžba uhelných slojí si vyžádala odtěžení značného objemu nadložních zemin. V lomech Medard a Libík mezi Svatavou a Habartovem bylo technicky nemožné vytvořit vnitřní výsypky uvnitř povrchových lomů. Skrývkové hmoty byly proto ukládány na vnější výsypky.
Výsypka se nachází v nejzápadnější části Sokolovské pánve na katastrálních územích Habartov, Lítov a Horní Částkov. Původní nadmořská výška terénu činila 450 až 540 m. Po dosypání se zvýšila až na téměř 570 m. Celkový objem výsypky obsahuje přes 20 miliónů m3 skrývkových hmot.
Rekultivovaný prostor výsypky Lítov a vytěženého lomu Boden u Habartova zaujímá celkovou plochu 723 hektarů. Většina této plochy byla rekultivována lesnicky. Vysazovány byly hlavně olše lepkavá (Alnus glutinosa), olše šedá (Alnus incana), smrk ztepilý (Picea abies), několik druhů borovic, zejména borovice lesní (Pinus sylvestris) a borovice kleč (Pinus mugo), modřín opadavý (Larix decidua), dub červený (Quercus rubra), dub zimní (Quercus petraea) a jasan ztepilý (Fraxinus excelsior). Vzhledem ke značné fytotoxicitě substrátu došlo k lokálnímu úhynu vysazených dřevin a vzniku holých míst.

## Špatné výsypkové hospodářství

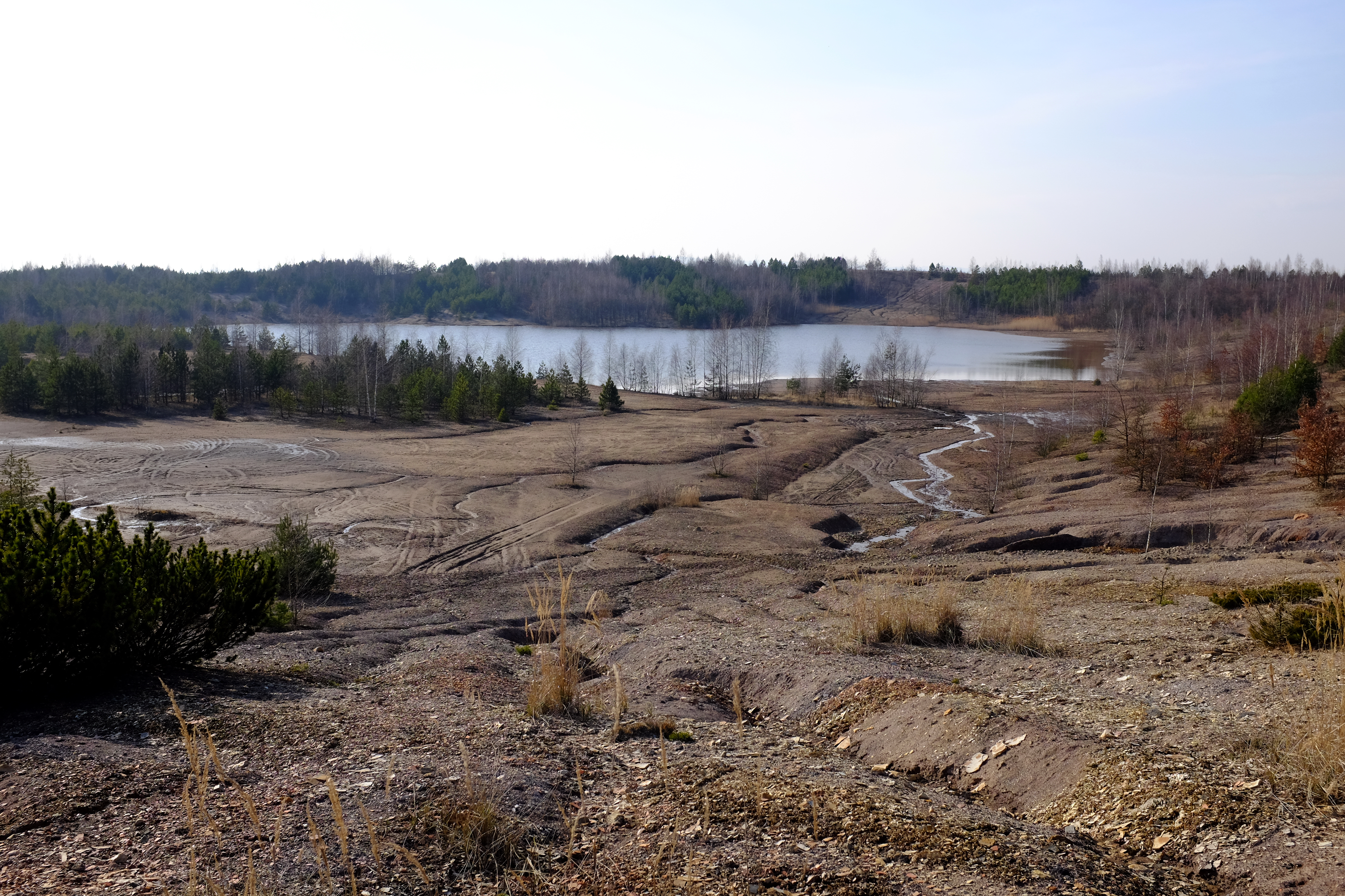
Rýhová eroze na výsypce

Tato výsypka je charakteristická špatným výsypkovým hospodářstvím. Za obvyklých podmínek se úrodné vrstvy (ornice) ukládají na deponie mimo základní těleso a spodní vrstvy do spodních částí, aby byly připraveny úrodné vrstvy pro následné budoucí rekultivace. Je to způsob založený na stratigrafických zákonech a takovýto postup se nazývá selektivní skrývka nadložních zemin. Výsypka Lítov – Boden byla sypána tak, že úrodné vrstvy jsou zasypány neúrodnými tufitickými jíly, které jsou toxické pro vegetaci. Proto se na ní neuchytily téměř žádné dřeviny ani jiné rostliny. Pokusy o zúrodnění většinou ztroskotaly, ale některé části se podařilo pokrýt úrodnou vrstvou a založit chudší porosty. Zúrodňování je velice nákladné a obtížné. Většina plochy je dnes pokryta chudší vegetací, jen na jižní straně jsou pokusy stále neúspěšné. Některá místa jsou postižena rýhovou erozí a odnosem materiálů.

## Hydrologický režim
Na tělesu výsypky se vyskytují menší vodní plochy a jedna větší u obce Chlum Svaté Maří. Jejich vlastnosti jsou ovlivněny toxickými tufitickými jíly. Povrchové vody zde jsou značně kyselé a velmi nevhodné pro koupání. U města Habartov jsou postaveny dvě vodní nádrže v místě bývalého lomu Boden, ve kterém byla těžba uhlí ukončena v roce 1992. První nádrž má plochu 9,5 ha, druhá 7,4 ha.

## Budoucnost

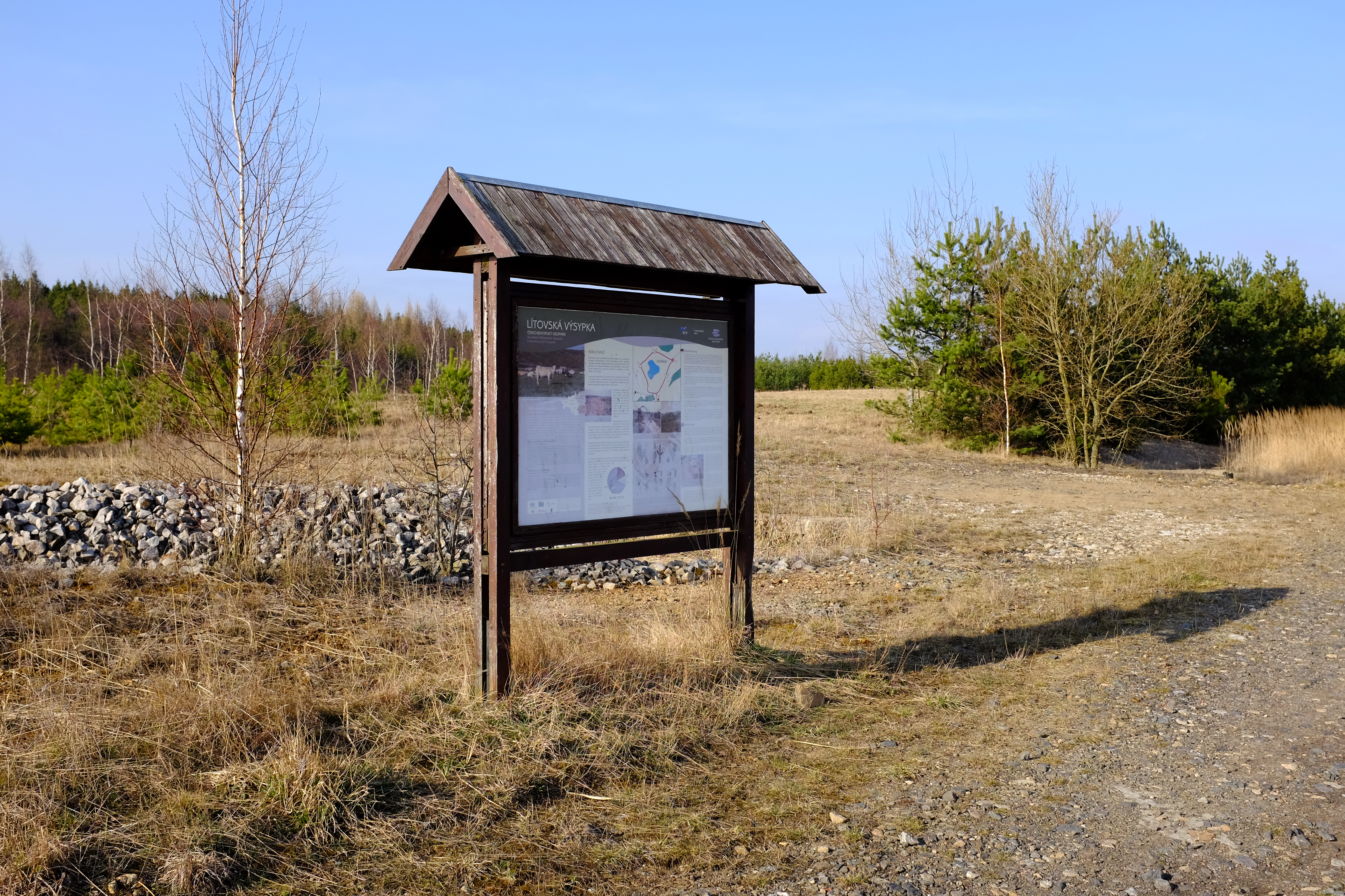
Infopanel Česko-bavorského geoparku

V budoucnu po úpravách pH se zde počítá s využitím k rekreaci a koupání nebo s výstavbou in-line dráhy. V rámci rekultivací a přilehlého jezera Medard se počítá s využitím výsypky pro vycházkové trasy a s výstavbou cyklostezek. 
Na výsypce byla vybudována naučná stezka se zaměřením na geologii, hornictví, ekologii a rekultivaci krajiny po povrchové těžbě uhlí. Okružní trasa kolem umělé vodní nádrže je vybavena pěti infopanely Česko-bavorského geoparku. Na panelech jsou informace o vzniku výsypky, její rekultivaci i o fauně a flóře na výsypce. Naučná stezka začíná asi 300 m od autobusové zastávky v Chlumu Svaté Maří a je vedena většinou po štěrkem zpevněných cestách.